# Matrixmessung
Die Matrixmessung (auch: Mehrfeldmessung) ist ein Verfahren zur Belichtungsmessung moderner Kameras. Im Gegensatz zur Integral- und Spotmessung wird bei der Matrixmessung  die Belichtung über mehrere (je nach Kameramodell bis zu 1005) Messfelder ermittelt.  
Zusätzlich zur Helligkeitsverteilung werden je nach Kamera auch die Farbverteilung, die Objektentfernung und die Brennweite des Objektivs berücksichtigt. Hiernach wird das Motiv bestimmten typischen Situationen zugeordnet und die für eine optimale Belichtung notwendige Korrektur gegenüber einer Integralmessung ermittelt. Dadurch werden typische Fehler der mittenbetonten Messung (z. B. Unterbelichtung bei Motiv vor hellem Hintergrund) vermieden. Die Matrixmessung aktueller Kameras ist inzwischen so weit entwickelt, dass sie eine Vielzahl von Motivsituationen zuverlässig abdeckt. Bei untypischen Situationen sind allerdings unerwartete Fehlbelichtungen nicht auszuschließen. Durch die komplexen Berechnungen der Kamera lassen sich solche Fehlmessungen nur sehr schwer vom Fotografen einschätzen und vorhersagen, so dass viele Anwender bei schwierigen Lichtverhältnissen auf die Spotmessung zurückgreifen, um selbst entscheiden zu können.
Die Mehrfeldmessung ähnelt in der Arbeitsweise dem Zonensystem, wie es von Ansel Adams verwendet und beschrieben wurde.
Die erste Spiegelreflexkamera mit Matrixmessung war die 1983 erschienene Nikon FA, bei der das Messverfahren allerdings noch als  Automatic Multi-Pattern (AMP) bezeichnet wurde. Als früher Vorläufer dieses Messverfahrens gilt das Minolta CLC-System, eine mittenbetonte Integralmessung, bei dem eine Bewertung der Helligkeitsverteilung eines Aufnahmemotivs durch zwei Messzellen durchgeführt wird.